# Граф Стаффорд
Граф Стаффорд (англ. Earl of Stafford) — английский дворянский титул, известный с XIV века. Его носители были пэрами Англии и заседали в Палате лордов английского парламента. В настоящее время титул не существует.

## История титула
Впервые титул графа Стаффорда был создан в 1351 году для Ральфа де Стаффорда, 2-го барона Стаффорда.

## Список графов Стаффорд

### Графы Стаффорд, первая креация (1351)
- 1351—1372: Ральф де Стаффорд (24 сентября 1301 — 31 августа 1372), 2-й барон Стаффорд с 1308, 1-й граф Стаффорд с 1351
- 1372—1386: Хьюго де Стаффорд (ок. 1334 — 16 октября 1386), 3-й барон Стаффорд и 2-й граф Стаффорд с 1372, 3-й барон Одли с ок. 1358, сын предыдущего
- 1386—1392: Томас Стаффорд (ок. 1368 — 4 июля 1392), 4-й барон Стаффорд, 4-й барон Одли и 3-й граф Стаффорд с 1386, сын предыдущего
- 1392—1395: Уильям Стаффорд (21 сентября 1375 — 6 апреля 1395), 5-й барон Стаффорд, 5-й барон Одли и 4-й граф Стаффорд с 1392, брат предыдущего
- 1395—1403: Эдмунд Стаффорд (2 марта 1377 — 21 июля 1403), 6-й барон Стаффорд, 6-й барон Одли и 5-й граф Стаффорд с 1395, лорд-верховный констебль Англии с 1399, брат предыдущего
- 1403—1460: Хамфри Стаффорд (15 августа 1402 — 10 июля 1460), 7-й барон Стаффорд, 7-й барон Одли и 6-й граф Стаффорд с 1403, 1-й граф Бекингем с 1438, 1-й герцог Бекингем с 1444, граф Перш с 1431, лорд-верховный констебль Англии, сын предыдущего
  - ? — ок. 1459: Хамфри Стаффорд (ок. 1424 — ок. 1459), граф Стаффорд
- 1460—1483: Генри Стаффорд (4 сентября 1455 — 2 ноября 1483), 8-й барон Стаффорд, 8-й барон Одли, 7-й граф Стаффорд, 2-й граф Бекингем и 2-й герцог Бекингем с 1460, лорд великий камергер Англии и лорд Верховный констебль Англии с 1483, сын предыдущего. В 1483 году все титулы были конфискованы
- 1485—1521: Эдвард Стаффорд (3 февраля 1478 — 1521), 9-й барон Стаффорд, 9-й барон Одли, 8-й граф Стаффорд, 3-й граф Бекингем и 3-й герцог Бекингем с 1485, сын предыдущего.

В 1521 году все титулы были конфискованы. Сыну Эдварда Стаффорда, Генри Стаффорду, был в 1547 году возвращён титул барона Стаффорда, который и носили его потомки.

### Графы Стаффорд, вторая креация (1688)
5 октября 1688 года король Яков II присвоил Мэри Стаффорд, правнучке Генри Стаффорда, 1-го барона Стаффорда, и её сыну Генри Говарду титул графини и графа Стаффорд. 
- 1688—1694: Мэри Стаффорд (1619—1694), баронесса Стаффорд 1640—1680, графиня Стаффорд с 1688
- 1688—1719: Генри Стаффорд-Говард (1648 — 27 апреля 1719), 1-й граф Стаффорд с 1688, де-юре барон Стаффорд, сын предыдущей
- 1719—1733: Уильям Стаффорд-Говард (1690 — 1733), 2-й граф Стаффорд с 1719, де-юре барон Стаффорд, племянник предыдущего
- 1733—1751: Уильям Мэтью Стаффорд-Говард (24 февраля 1718/1719 — 28 февраля 1751), 3-й граф Стаффорд с 1733, де-юре барон Стаффорд, сын предыдущего
- 1751—1762: Джон Пол Стаффорд-Говард (26 июня 1700 — 1 апреля 1762), 4-й граф Стаффорд с 1751, де-юре барон Стаффорд, сын Уильяма Стаффорда-Говарда, 2-го графа Стаффорда

После смерти Джона Пола в 1762 году титул графа Стаффорда исчез.